# Apprendre à finir
Apprendre à finir est un roman de Laurent Mauvignier publié le 26 août 2000 aux éditions de Minuit.

## Historique
Le roman a obtenu le prix Wepler en 2000, et le prix du Livre Inter puis le prix du deuxième roman l'année suivante.

## Résumé
À la suite de l'accident de son mari, et de sa convalescence, long monologue de son épouse sur sa vie, leur couple...

## Éditions
- Apprendre à finir, éditions de Minuit, 2000  (ISBN 2-7073-1721-7).